# Zona de Bajas Emisiones Rondas de Barcelona
La Zona de Bajas Emisiones Rondas de Barcelona, también conocida como ZBE Rondas de Barcelona o simplemente ZBE, es una zona del área metropolitana de Barcelona por donde no pueden circular vehículos que no tengan el distintivo ambiental de la Dirección General de Tráfico. Se estima que la normativa afecte a unos 50.000 vehículos. El objetivo de la delimitación de esta zona es mejorar la calidad del aire, con una disminución de la contaminación prevista de un 15 %, y proteger así la salud de las personas que viven en la zona.

## Aplicación

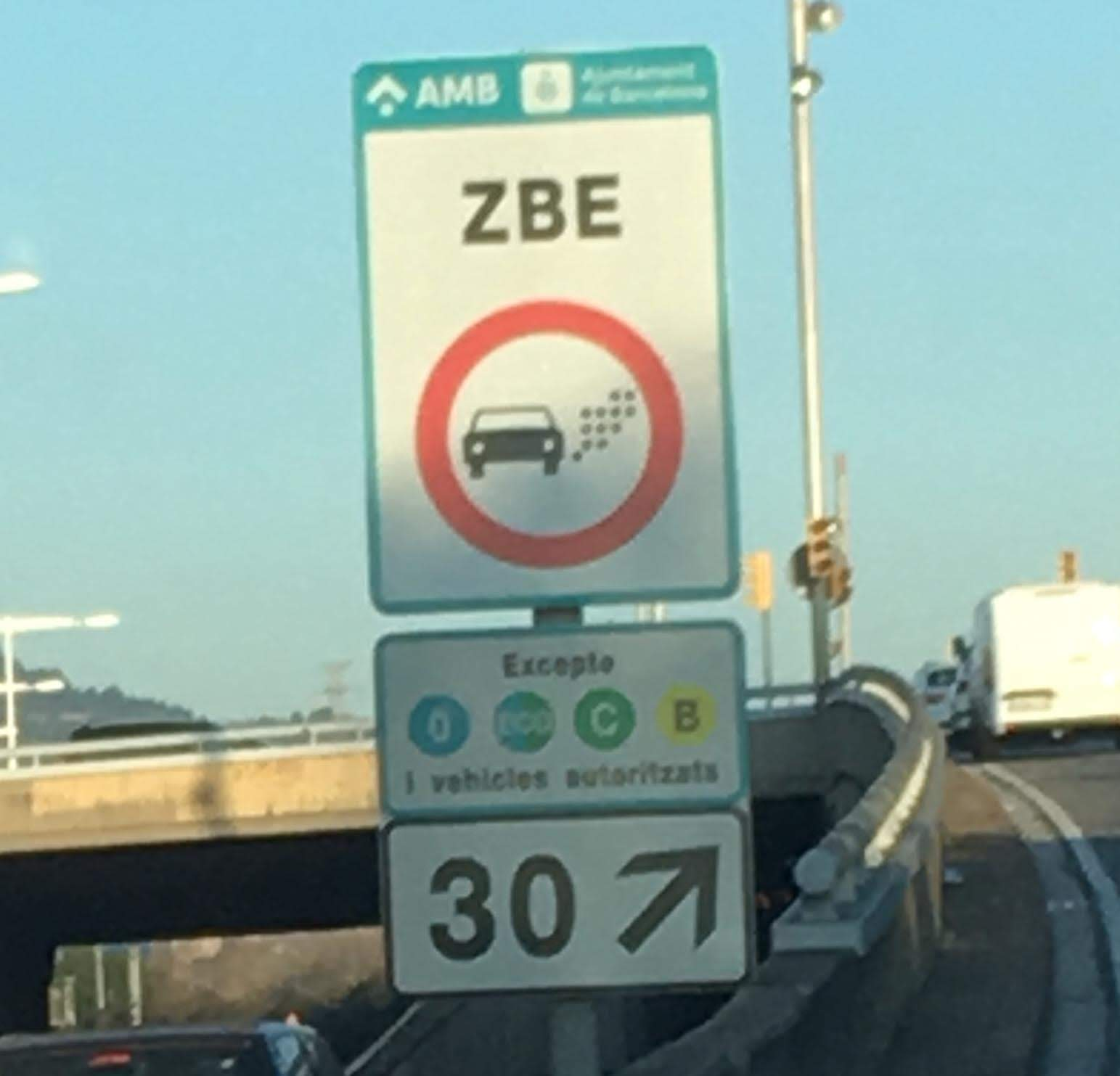
Letrero indicativo del inicio de la ZBE en la Ronda Litoral

En términos generales, la normativa aplica desde el 1 de enero de 2020, los días laborables de lunes a viernes, entre las 7 horas de la mañana y las 8 de la tarde, a aquellos vehículos a los cuales no les corresponda el distintivo ambiental de la DGT. Las sanciones económicas (multas) se aplican desde el 15 de septiembre de 2020 tras un aplazamiento debido a la pandemia de COVID-19 (en principio se iban a aplicar desde el 1 de abril).
Los vehículos que sí pueden circular son:
|  | Vehículos eléctricos con batería (BEV) Vehículos eléctricos con autonomía extendida (REEV) Vehículos eléctricos híbridos enchufables (PHEV) con una autonomía mínima de 40 km Vehículos de pila de combustible |
|  | Vehículos híbridos enchufables con autonomía inferior a 40 km Vehículos híbridos no enchufables (HEV) Vehículos propulsados por gas natural Vehículos propulsados por gas natural (GNC y GNL) o gas licuado del petróleo (GLP) |
|  | Turismos y furgonetas ligeras de gasolina, matriculadas a partir de enero de 2006 Turismos y furgonetas ligeras diésel matriculadas a partir de 2014 Vehículos de más de 8 plazas y pesados, de gasolina o diésel, matriculados a partir del 2014 Los vehículos de gasolina deben cumplir la norma Euro 4, 5 y 6, y los diésel la Euro 6.      |
|  | Turismos y furgonetas ligeras de gasolina matriculadas a partir de enero de 2000 Turismos y furgonetas ligeras diésel matriculadas a partir de enero de 2006 Vehículos de más de 8 plazas y pesados, de gasolina o diésel, matriculados a partir del 2005 Los vehículos de gasolina deben cumplir la norma Euro 3, y los diésel, la Euro 4 y 5 |

Los municipios afectados son: Barcelona (excepto la Zona franca Industrial y el barrio de Vallvidrera, el Tibidabo y les Planes), Hospitalet de Llobregat, San Adrián de Besós y partes de Esplugas de Llobregat y Cornellá de Llobregat. La zona de aplicación tiene una superficie total de unos 95 km², lo cual la convierte en la mayor zona con tráfico restringido del sur de Europa.
Para controlar el acceso autorizado adentro de la ZBE, se instalaron unas 60 cámaras capaces de leer las matrículas de los vehículos que  circulan, con la previsión que lleguen a ser unas 200. Para aquellos vehículos que no cumplan con la normativa, está previsto que se apliquen sanciones de entre 100 y 1.800 euros.
También se prevé fomentar el uso del transporte público a fin de poder asumir el trasvase de los usuarios procedentes del transporte privado, con el refuerzo del servicio de los diferentes operadores: Metro, Bus, Tram, FGC y Rodalies de Catalunya.

### Excepciones y exenciones
No están afectados los vehículos de los considerados como servicios esenciales, como por ejemplo:
- Vehículos de personas con movilidad reducida
- Emergencias: ambulancias, bomberos, policía
- Servicios médicos y servicios funerarios
- Vehículos para transportar personas con dolencias que los dificultan el acceso al transporte público

Los vehículos con matrícula extranjera, los que no dispongan de distintivo ambiental y los vehículos históricos pueden solicitar una autorización temporal para circular por el interior de la ZBE.
Se declaró una moratoria durante el año 2020, período durante el cual podrán circular los vehículos profesionales y los vehículos de personas con renta baja que necesitan su vehículo para ejercer su actividad profesional. No podrán circular a partir del 1 de enero de 2021.

## Impacto
El primer día de aplicación de estas restricciones de tráfico, se evaluó entre un 11 % y un 15 % la disminución del tráfico de vehículos dentro de la ZBE.

## Antecedentes
Barcelona, al igual que Madrid, supera los niveles de contaminantes por dióxido de nitrógeno (NO2) recomendados por la Organización Mundial de la Salud. De hecho, se considera que el tráfico es el principal responsable, al generar el 60 % del dióxido de nitrógeno y un 80 % de las partículas ultrafinas. Para encauzar esta situación, el Ayuntamiento de Barcelona implantó las llamadas supermanzanas, de las cuales la ZBE  es un complemento. 

## Controversia
Algunos colectivos, como la Federación de Asociaciones de Vecinos y Vecinas de Barcelona (FAVB), han criticado la medida por insuficiente, y afirman que no hará reducir el número de vehículos en la zona, solo cambiará su consideración ambiental. También argumentan que fomentará la adquisición de nuevos vehículos privados, en contra de la opinión de la regidora Janet Sanz, que espera que muchos de los usuarios del vehículo privado pasen a usar el transporte público. La organización Ecologistas en Acción propone imponer un peaje a la entrada del vehículo privado en la zona, de cara a reducir significativamente los niveles de contaminación. Por su parte, en un estudio del Real Automóvil Club de Cataluña se afirma que la red de transporte público no será capaz de absorber el trasvase de los usuarios de los vehículos privados hacia el transporte público.